# 山内明日
山内 明日（やまのうち めいび、本名同じ、1987年7月2日 - ）は日本の女優、タレント。大阪府出身。所属事務所は放映新社。

## 来歴・人物
芦屋女子短期大学卒業。毎日放送の報道局記者で『VOICE』の元キャスター・橋本佐与子とは、親戚関係にあたる。父親はシェフである。
名前の「明日」の部分は「めいび」と読むが「あした」「あすか」と読み間違えられやすい。
趣味は音楽鑑賞。特技は日舞、殺陣、スポーツ。
2011年8月20日に公式ブログ上で、体調不良により長期療養に入ることと、今後の活動の自粛を発表した。

## 出演

### テレビドラマ
- 土曜ワイド劇場「京都殺人案内」第25作「根室・納沙布、慟哭の海！北限に響くハーモニカ」（2002年4月20日、テレビ朝日） - 森口若菜(森口早苗の娘) 役
- 連続テレビ小説「わかば」（2004年9月27日 - 2005年3月26日、NHK） - 山下厚子 役
- 魔法戦隊マジレンジャー（2005年5月22日 - 2006年2月12日、テレビ朝日） - 天空聖者ルナジェル / リン 役
- 水戸黄門（TBS / C.A.L）
  - 第34部 第19話「浪花女は銭の神様 -三春-」（2005年5月30日） - おちよ 役
  - 第38部 第22話「俺の姉に手を出すな -小田原-」（2008年6月16日） - お花 役
  - 第39部 第4話「天誅！紫頭巾参上 -近江八幡-」（2008年11月3日） - お光 役
- ナショナル劇場50周年記念特別企画「大岡越前」2時間スペシャル（2006年3月20日、TBS / C.A.L） - おみよ 役
- 新・桃太郎侍（2006年7月25日 - 9月5日、テレビ朝日） - おやえ 役
- 白虎隊（2007年1月6日、テレビ朝日）
- 臨場 第9話（2009年6月17日、テレビ朝日） - 山原直子 役
- メイド刑事 Mission7（2009年8月14日、テレビ朝日） - 西村加奈 役
- 仮面ライダーW 第1・2話（2009年9月6日・13日、テレビ朝日） - 津村真里奈 役
- ドラマスペシャル「女刑事音道貴子・凍える牙」（2010年1月30日、テレビ朝日） - 木崎昌代 役
- 土曜ワイド劇場「京都・美人女優連続殺人事件」（2010年4月24日、テレビ朝日） - 石黒絵里 役
- 木曜ミステリー 科捜研の女 第10シリーズ CASE.1（2010年7月8日、テレビ朝日） - 木下麗奈 役
- 新春ドラマスペシャル「トイレの神様」（2011年1月5日、毎日放送） - 植村美緒 役
- NHK大河ドラマ「江〜姫たちの戦国〜」（2011年5月22日・29日、NHK） - トヨ（豊臣秀吉の側室） 役

### 映画
- 二人日和（2005年） - 小林恵 役
- 地球のヘソ（2007年） - メイ 役
- 小津の秋（2007年） - ホテルの客 役

### オリジナルビデオ
- 千代姫戦鬼 I ディレクターズカット版（2004年5月21日） - 明日香 役
- 千代姫戦鬼 II ディレクターズカット版（2004年6月21日） - 明日香 役
- 超忍者隊イナズマ!（2006年6月21日） - おいと / 女郎蜘蛛 役

### 舞台
- TOKYO MEETS PROJECT「NiCE！ 〜ほんの大失敗を君の胸ぐらに捧げます〜」（2006年9月13日 - 18日、恵比寿エコー劇場）
- 松平健特別公演「遠山の金さん〜桜が泣いている〜」（2007年9月26日 - 11月27日、全国15会場で公演） - おいと 役
- 十二人の怒れる女（2011年6月22日 - 26日、AQUA studio） - 12号 役
- 戦後66年を飛び越えて「MOTHER〜特攻の母鳥濱トメ物語〜」（2011年7月23日、栃木県矢板市文化会館 大ホール / 2011年7月27日 - 31日、新国立劇場 小劇場）

### CM
- タマノイ酢「企業PR」
- カルビー「ポテトチップス」
- 京都建築大学校
- ECC予備校
- 東建コーポレーション ホームメイト

### ラジオ
- kankiss.jp〜関西にキッスしよ!〜（2006年、Kiss-FM KOBE） - 初期にkankiss隊の一員として出演

### 雑誌
- 月刊アームズマガジン - 表紙
- ブラストライブ Vol.17
- ビーズfriend 2011年冬号 Vol.2
- クラブ・ハーレー Vol.129
- フライデー（2011年7月8日）

### その他
- 日本直販オンライン・ナビゲーター（2008年 - 2011年6月）

## 作品

### 写真集
- 明日（あした）（2002年9月30日）
- 山内明日・飯田里穂 ふたり少女 - 『千代姫戦鬼』発売記念ブック（2004年1月、バウハウス、撮影：威世）ISBN 978-4894619616
- かくれんぼ（2005年3月1日）
- MAYBE（メイビー）（2008年5月23日）

### DVD
- 美・彩恋人 〜be Silent〜（2003年12月19日）
- 明日tomorrow（2004年9月1日）
- 風光明日（2008年9月19日）
- Pearl Shell（2008年12月15日）